# Adria Mobil/2013
Deze pagina geeft een overzicht van de Adria Mobil wielerploeg in 2013.

## Transfers
| Inkomend        | Team 2012     | Uitgaand          | Team 2013         |
| --------------- | ------------- | ----------------- | ----------------- |
| Klemen Štimulak | Team Radenska | Marko Kump        | Team Saxo-Tinkoff |
| Bruno Maltar    | Onbekend      | Kristijan Đurasek | Lampre-Merida     |
| Primož Roglič   | Onbekend      | Matej Gnezda      | Onbekend          |
|                 |               | Primoz Segina     | Onbekend          |

## Renners
| Naam            | Geboortedatum    | Nationaliteit | Ploeg 2012    |
| --------------- | ---------------- | ------------- | ------------- |
| Kristjan Fajt   | 7 mei 1982       | Slovenië      |               |
| Pavel Gorenc    | 15 juli 1991     | Slovenië      |               |
| Aljaž Hočevar   | 20 augustus 1991 | Slovenië      |               |
| Bruno Maltar    | 6 oktober 1994   | Kroatië       | Onbekend      |
| Matej Mugerli   | 17 juni 1981     | Slovenië      |               |
| Tomaž Nose      | 21 april 1982    | Slovenië      |               |
| Simon Pavlin    | 15 mei 1992      | Slovenië      |               |
| Radoslav Rogina | 3 maart 1979     | Kroatië       |               |
| Primož Roglič   | 29 oktober 1989  | Slovenië      | Onbekend      |
| Klemen Štimulak | 20 juli 1990     | Slovenië      | Team Radenska |

## Kalender (profwedstrijden)
| Wedstrijd                            | Datum              | Categorie |
| ------------------------------------ | ------------------ | --------- |
| Trofeo Laigueglia                    | 16 februari 2013   | 1.1       |
| Internationale Wielerweek            | 20-24 maart 2013   | 2.1       |
| GP Industria & Artigianato-Larciano  | 27 april 2013      | 1.1       |
| Ronde van Toscane                    | 28 april 2013      | 1.1       |
| Ronde van Slovenië                   | 13-16 juni 2013    | 2.1       |
| Koers van de Olympische Solidariteit | 26-29 juni 2013    | 2.1       |
| Ronde van de Apennijnen              | 14 juli 2013       | 1.1       |
| Wielerweek van Lombardije            | 5-7 september 2013 | 2.1       |
| WK Ploegentijdrit                    | 22 september 2013  | WK        |

## Overwinningen
| Wedstrijd                            | Datum            | Categorie | Winnaar         |
| ------------------------------------ | ---------------- | --------- | --------------- |
| Trofej Umag                          | 6 maart 2013     | 1.2       | Aljaž Hočevar   |
| Poreč Trophy                         | 10 maart 2013    | 1.2       | Matej Mugerli   |
| 1e etappe Istrian Spring Trophy      | 15 maart 2013    | 2.2       | Matej Mugerli   |
| Eindklassement Istrian Spring Trophy | 14-17 maart 2013 | 2.2       | Matej Mugerli   |
| GP Sencur                            | 7 april 2013     | 1.2       | Radoslav Rogina |
| Banja Luka-Belgrado II               | 21 april 2013    | 1.2       | Matej Mugerli   |
| Classic Beograd-Cacak                | 11 mei 2013      | 1.2       | Matej Mugerli   |
| Sloveens kampioenschap tijdrijden    | 7 juni 2013      | NK        | Klemen Štimulak |
| 3e etappe Ronde van Slovenië         | 15 juni 2013     | 2.1       | Radoslav Rogina |
| Eindklassement Ronde van Slovenië    | 13-16 juni 2013  | 2.1       | Radoslav Rogina |

2005 · 2006 · 2007 · 2008 · 2009 · 2010 · 2011 · 2012 · 2013 · 2014 · 2015 · 2016